# Усиченко, Иван Игнатьевич
Усиченко Иван Игнатьевич (19 августа 1938, Вергуны, Киевская область — 18 мая 2021) — советский и украинский медик, президент Общества Красного Креста Украины (1986—2018), кандидат медицинских наук, Заслуженный врач Украины.

## Биография
Родился 19 августа 1938 года в селе Вергуны Черкасского района Черкасской области.
В 1963 году окончил Днепропетровский медицинский институт.
В 1963—1975 годах — главный врач Криворожской городской станции скорой помощи, которая во время его руководства стала одной из лучших в УССР.
В 1975 году окончил фельдшерско-акушерскую школу.
В 1975—1986 годах — главный врач Киевской городской станции скорой и неотложной медицинской помощи, которая была школой передового опыта.
В 1986 году назначен президентом Общества Красного Креста УССР, которое возглавлял до 2018 года.
Был народным депутатом СССР, избирался неоднократно депутатом районных и городских советов.
Умер 18 мая 2021 года в Киеве от короновируса.

## Работа в Обществе Красного Креста Украины (ОККУ)
За время работы создана служба розыска, введено направление по распространению знаний о международном гуманитарном праве, обеспечена интеграция ОККУ в международное движение Красного Креста и Красного Полумесяца. В 1993 году ОККУ было принято в Международную федерацию Красного Креста и Красного Полумесяца. Усовершенствованы и расширены программы по профилактике туберкулёза, ВИЧ/СПИДа, расширена патронажная служба помощи социально не защищённым гражданам, укреплено международное сотрудничество, организованы волонтёрские отряды быстрого реагирования, создана служба катастроф для оказания помощи населению при чрезвычайных ситуациях.
В 1997—2005 годах представлял ОККУ в составе правления Международной федерации Обществ Красного Креста и Красного Полумесяца, которое избирается тайным голосованием.
Был инициатором создания международной Чернобыльской программы гуманитарной помощи и реабилитации, которая, начиная с 1990 года, действовала более 25 лет. Передвижные диагностические бригады Красного Креста проводили обследование пострадавших, вели просветительскую работу среди населения загрязнённых регионов.
Использовал возможности общества и международных организаций Красного Креста и Красного Полумесяца для решения важных социальных проблем, поднимал эти вопросы на  международных форумах и личных встречах с руководителями правительственных и неправительственных организаций.
По инициативе была создана межведомственная комиссия по вопросам имплементации в Украине международного гуманитарного права.
В течение 8 лет был членом комиссии при президенте Украины по гражданству.
Начато сотрудничество с Обществом Красного Полумесяца Афганистана и Пакистана по розыску и возвращению на родину граждан Украины.

## Научная деятельность
Кандидат медицинских наук, автор 34 научных работ.

## Награды
- Орден Трудового Красного Знамени (1951);
- Орден Октябрьской Революции (1986);
- Орден «За заслуги» (Украина) 1—3-й степеней (1998, 2003, 2008);
- Почётная грамота Президиума Верховного Совета УССР (1971);
- Медаль Украинского Союза ветеранов Афганистана «За заслуги» 1—3-й степеней;
- Орден Заслуг Красного Креста (Япония) — за выдающиеся достижения в реализации международной Чернобыльской программы;
- Медаль Генри Дэвидсона — высшая награда Международной федерации Обществ Красного Креста и Красного Полумесяца;
- Награда Красного Креста Венесуэльского;
- Медаль Николая Пирогова.